# Весы Квинтенца
Весы Квинтенца (десятичные весы) — платформенные рычажные механические весы, созданные и запатентованные немецким изобретателем Фридрихом Квинтенцем (Friedrich Quintenz). Особенностью этих весов было то, что соотношение груза к разновесам было в пропорции 10:1, с чем и связано их второе название «десятичные весы».

## История создания
С развитием торговли и промышленности, увеличением товарооборота возникла необходимость в устройствах, которые могли бы взвешивать большие грузы: так возникла идея создания платформенных весов. Первые образцы таких устройств появились в Европе в 18 веке. Одним из первых изобретателей таких весов считается англичанин Джон Вайат (англ. John Wyatt), которому принадлежат идеи взвешивания крупногабаритных грузов на платформе с помощью механизма из системы рычагов; примерно в то же самое время его соотечественник механик Джозеф Эйер (англ. Josef Eayre), используя идеи Вайата, создаёт другую модель весов, которая всё же обладала некоторыми недостатками конструкции. В 1822 году Фридрих Квинтенц патентует платформенные весы, являющиеся дальнейшим развитием конструкции Эйера, при этом весы Квинтенца лишены недостатков прототипа и стали использоваться на практике. Популярности данных весов способствовало введение метрической системы мер и десятичного масштаба.

## Конструкция
Весы Квинтенца состоят из платформы для размещения взвешиваемых грузов и чаши для разновесов, соединённых между собой рычагами первого рода ОВ (см рисунок) и второго рода DEO1. Часть весового механизма AO, к которой непосредственно крепится чаша с разновесами, называется «автономная область».

Кинематическая схема весов Квинтенца

Для того, чтобы результат взвешивания не зависел от положения взвешиваемого груза на платформе, необходимо следующее соотношение длин рычагов:
{\displaystyle {\frac {CO}{BO}}={\frac {EO1}{DO1}}.}
Условие уравновешивания взвешиваемого груза разновесами определяется соотношением
{\displaystyle {\frac {P}{Q}}={\frac {CO}{AO}},}
где
{\displaystyle P} — вес разновеса,
{\displaystyle Q} — вес взвешиваемого груза.
Для того, чтобы соотношение груз — разновес было в масштабе 10:1, необходимо соотношение длин плеч АO к CO также 10:1.
Точность измерения массы груза на весах Квинтенца — до десятых долей.